# Pawło Niewierow
Pawło Ołeksandrowycz Niewierow, ukr. Павло Олександрович Нєвєров, ros. Павел Александрович Неверов, Pawieł Aleksandrowycz Niewierow (ur. 13 lipca 1958 w Kijowie) – ukraiński piłkarz, grający na pozycji pomocnika, trener piłkarski.

## Kariera piłkarska
Występował w klubach Spartak Iwano-Frankiwsk, Łokomotyw Smiła, Spartak Kostroma, Spartak Żytomierz i Schid Kijów.

## Kariera trenerska
Karierę szkoleniowca rozpoczął po zakończeniu kariery piłkarza. W 1979 ukończył Państwowy Instytut Wychowania Fizycznego Ukrainy, a w 1994 Wyższą Szkołę Trenerów w Kijowie. Najpierw od 1988 trenował reprezentację Ukraińskiej SRR Towarzystwa "Trudowi Rezerwy". W 1992 stał na czele Nywy Mironówka, która potem zmieniła nazwę na Nywa-Borysfen Mironówka. W październiku 1995 został mianowany na stanowisko głównego trenera Obołoń-PWO Kijów, którym kierował do czerwca 1997. W lipcu 1998 dołączył do sztabu szkoleniowego trzeciej drużyny Dynama Kijów. Latem 2005 zmienił pracę w RUFK Kijów. W 2009 został zaproszony szkolić dzieci w Szkole Piłkarskiej Dynama Kijów.